# Източни Родопи
 Тази статия е за частта от планината Родопи.  За природозащитния център вижте Природозащитен център „Източни Родопи“.  
Източните Родопи са част от планината Родопи. За разлика от западната и централната част, източната част на планината има предимно нископланински и хълмист релеф. Средната надморска височина е едва 320 м. Планинските дялове са също обширни, но значително по-ниски. Източнородопският регион се простира на площ от 14 700 кв. км, от които 12 200 кв. км се намират на българска територия. Останалите са на гръцка.

## География
Ридове на Източните Родопи
- Гората
- Гюмюрджински снежник
- Драгойна
- Ирантепе (Иранов рид)
- Мечковец
- Мъгленик
- Стръмни рид
- Хасковска хълмиста област
- Чуката

На север от река Арда се намират ридовете Чуката и Гората, Вълчеполска котловина и Хасковска хълмиста област, която заема голяма част от територията на дяла. На северозапад от река Арда са ридовете Драгойна и Мечковец.
В най-южната част на Източните Родопи се намират северните склонове на високите гранични ридове Мъгленик и Гюмюрджински снежник, където се намира връх Вейката, висок 1464 м, който е най-южната българска точка и най-високият връх в българската част на Източните Родопи. Най-високият връх в източната част на Родопите е връх Картал даъ (Орлица) в Гърция, който е висок 1510 m.
Източните Родопи в миналото са били заети от воден басейн с активен подводен вулканизъм, затова освен седиментни скали тук са се образували и вулканични – андезити, риолити, туфи и др. Вследствие външните релефообразуващи сили от тези скали са се образували причудливи скални форми.

### Климат
Климатът в Източните Родопи е по-мек от планинския климат на Западните Родопи, защото надморската височина е по-малка и речните долини предлагат лесен път на по-топлия въздух от юг.

### Флора и фауна
Голямото климатично и почвено разнообразие обуславят голямо растително разнообразие. На територията на планината са установени над 2000 вида висши растения, от които 90 са балкански ендемити и силно застрашени от изчезване видове. В ниските части на Източните Родопи горите отстъпват място на субсредиземноморските нискостеблини видове – вергилиев дъб, брекиня, габър, дива круша, драка, червена хвойна и др. Източнородопският регион е едно от редките места в света, където расте Орфеевото цвете – родопският силивряк, известен с невероятната си способност да изпада в „мнима“ смърт за период до 2 години, след което при подходящи условия да се съживява и продължава да расте. Биологичното разнообразие на Източните Родопи е забележително. Опит за неговото обобщаване е колективната монография на Националния природонаучен музей при БАН.

## Население
Населението на Източните Родопи е смесено – състои се от българи, турци, гърци, роми, арменци и българо-мохамедани. Регионът е известен с изключителната толерантност между различните етноси.
Център на Източните Родопи и област Кърджали е град Кърджали. Той е и административен център на най – голямата община в региона – община Кърджали. Градът се гордее с великолепната сграда на Регионалния исторически музей, близостта на язовир Кърджали и уникалната язовирна стена, Художествената галерия, манастира „Успение Богородично“, църквите „Свети Йоан Предтеча“ и „Свети Георги“, близостта на археологически комплекс „Перперикон“, природните си феномени Каменната сватба и Скалните гъби.

## Мегалитни паметници
Източните Родопи са известни като люлка на мегалитната култура, защото това е районът с най-голяма концентрация на мегалитни паметници от тракийската цивилизация – Перперикон, Татул и др.